# Bongo (gorilla)
Bongo (Kameroen, c. 1972 - Apeldoorn, 14 augustus 2005) was een gorilla in de Apenheul, een in apen gespecialiseerde dierentuin in de Nederlandse stad Apeldoorn. Hij was lange tijd het dominante mannetje in de gorillagroep. Bongo was het boegbeeld van Apenheul.
Bongo werd in 1974 op ongeveer tweejarige leeftijd vanuit het Afrikaanse land Kameroen naar Apenheul overgebracht en daar voor zijn verdere leven in gevangenschap gehouden. In de loop der jaren ontwikkelde hij zich tot de onbetwiste leider van de gorillagroep. Hij verwekte 27 jongen, de eerste toen hij zes jaar oud was. Velen daarvan werden verplaatst naar andere dierentuinen. 
Op 14 augustus 2005 overleed Bongo onverwacht op 33-jarige leeftijd aan een bacteriële infectie, hij was twee dagen ziek. Op het moment van overlijden had hij twintig kleinkinderen en drie achterkleinkinderen. 
Na het overlijden van Bongo had de 19-koppige gorillagroep geen leider meer. Een vervanger was moeilijk te vinden; omdat hij zoveel nakomelingen had waren veel jonge mannetjes uit dierentuinen die leider van de groep zouden kunnen zijn ongeschikt. Als verwanten van Bongo zouden ze voor inteelt binnen de groep zorgen. Gorilla's uit Afrika importeren is niet langer toegestaan. Uiteindelijk werd in november 2006 het toen 13-jarige mannetje 'Jambo' uit de dierentuin van het Duitse Krefeld aan de groep toegevoegd. Jambo was nog erg jong om de noodzakelijke dominantie waar te maken, maar na een aanvankelijk stroeve start wist hij uiteindelijk het leiderschap te verwerven. De eerste nakomeling van Jambo werd in 2007 geboren.
Het gorilla-eiland in de Apenheul 'Bongo Bonde', werd vernoemd naar Bongo. De naam betekent vallei van Bongo.